# 巴布亚拎树藤
巴布亚拎树藤（学名：Epipremnum papuanum），属于天南星科麒麟叶属，是巴布亚新几内亚热带雨林中特有的一种木质藤本植物。

## 分布
本种仅分布于新几内亚岛东部，即巴布亚新几内亚，为当地特有种。

## 名称
本种学名中的种小名是取自其模式标本产地——新几内亚岛，别称“巴布亚岛”。